# إدوارد بوشيت
إدوارد ألكسندر بوشيت (بالإنجليزية: Edward Alexander Bouchet) (ولد 15سبتمبر 1852 - توفي 28 أكتوبر 1918)، فيزيائي ومدرس أمريكي، ويعد أول أمريكي من أصل أفريقي يحصل على درجة الدكتوراه من أي جامعة أمريكية. أكمل أطروحته في الفيزياء في جامعة ييل عام 1876. انتُخب على أساس سجله الأكاديمي للالتحاق بجمعية فاي بينا كابا (ΦΒΚ). كان إدوارد من أوائل الأمريكيين الأفارقة الذين تخرجوا من كلية ييل في عام 1874.
على الرغم من انتخاب إدوارد للإنظمام إلى فاي بيتا كابا مع طلبة آخرين من جامعة ييل لعام 1874، لم يُعترف به رسميًا حتى عام 1884، إلى أن أُعيد النظر في فصول الجامعة بعد 13 عامًا من عدم القيام بأي إجراء على الإطلاق. بسبب هذه الظروف، لم يكن إدوارد أول أمريكي من أصل أفريقي يُنتخب للإنظمام لفاي بيتا كابا كما تقول العديد من التقارير التاريخية؛ إذ يُعد جورج واشنطن هندرسون أول أمريكي أسود البشرة منظم لجمعية فاي بيتا كابا (جامعة فيرمونت). كان إدوارد أيضًا من بين أول 20 أمريكي (من أي عرق) حصلوا على درجة الدكتوراه في الفيزياء وكان سادس من حصل على دكتوراه في الفيزياء من جامعة ييل.

## بداية حياته
وُلد إدوارد بوشيت في المنزل في نيو هيفن، كونيكتيكت، لوليام بوشيت، عبد سابق، وسوزان (كولي) بوشيت. في ذلك الوقت، كانت هناك ثلاث مدارس فقط في نيو هيفن تقبل الأطفال السود. التحق إدوارد بمدرسة جوف ستريت الخاصة للأطفال السود مع مدرس واحد فقط، والذي صقل مهارات وقدرات إدوارد الأكاديمية. التحق بمدرسة نيو هيفن الثانوية من عام 1866 إلى عام 1868، ثم مدرسة هوبكينز من عام 1868 إلى عام 1870، حيث لُقب بالطالب المتفوّق (بعد تخرجه الأول في صفه). حصل على المرتبة السادسة في فصله عند التخرج من جامعة ييل. تركزت أطروحة إدوارد للدكتوراه على قياس مؤشرات الانكسار لعدسات مختلفة.

## حياته المهنية
لم يتمكن إدوارد من إيجاد منصب تدريس جامعي بعد الكلية، بسبب التمييز العنصري. انتقل إدوارد إلى فيلادلفيا في عام 1876 وتولى منصبًا في معهد فيلادلفيا للشباب السود (الآن جامعة تشيني في بنسلفانيا)، حيث قام بتدريس الفيزياء والكيمياء للسنوات الـ 26 القادمة. استقال في عام 1902 في ذروة خلاف وليام إدوارد بورغاردت دو بويز وبوكر تي واشنطن حول الحاجة إلى التعليم الصناعي مقابل التعليم الجماعي للسود.
أمضى إدوارد السنوات الـ 14 المقبلة في شغل مجموعة متنوعة من الوظائف في جميع أنحاء البلاد. كان إدوارد بين عامي 1905 و 1908، مديرًا للأكاديميين في مدرسة سانت بول للمعلمين والصناعيين في لورينسفيل، فيرجينيا (حاليًا، كلية سانت بول). ثم كان مديرًا ومعلمًا في مدرسة لينكولن الثانوية في غاليبوليس، أوهايو من 1908 إلى 1913. التحق بكلية بيشوب كوليدج في مارشال بولاية تكساس عام 1913. توفي هناك في منزل طفولته عام 1918 عن عمر يناهز ال 66 سنة. لم يكن قد تزوج ولم يكن لديه أطفال وكان جمهوريًا.